# Star Search
Star Search est une émission de télévision américaine diffusée de 1983 à 1995 et présentée par Ed McMahon. Elle est réapparue en 2003-2004. L'émission est originellement filmée au Earl Carroll Theatre au 6230 Sunset Boulevard et plus tard aux studios Disney-MGM à Orlando. L'émission recherche essentiellement de nouveaux talents. Le concept a été repris de nombreuses fois dans le monde comme la Nouvelle Star, Graines de Star ou encore Star Academy.

## Règles originales
Pendant l'émission, plusieurs concurrents s'affrontent dans plusieurs genres de divertissement. Tandis que des catégories étaient ajoutées et enlevées de saison en saison, six constituaient la base de l'émission et sont restées inchangées. Elles étaient :
- Chanteur
- Chanteuse
- Jeune interprète
- Groupe
- Modèle de mode
- Comédie

## Future vedettes
Beyonce Knowles y a également participé en 1993, à l'âge de 11 ans, avec son groupe qui allait devenir les Destiny's Child. Elles ont été éliminées. 
Britney Spears aussi à l'âge de 10 ans. Elle fut éliminée au deuxième épisode.
Aaliyah y a participé en 1989.
Beth Hart a remporté la saison 1993 dans la catégorie meilleure chanteuse à l'âge de 21 ans.
Lacey Chabert a été finaliste dans la catégorie comédie en 1991.